# Bertoldo, Bertoldino y Cacaseno
Bertoldo, Bertoldino y Cacaseno es el título de tres cuentos muy populares escritos por Julio César Croce (los dos primeros) y Adriano Banchieri (el último), publicados por primera vez en una edición única en 1620. Estos relatos retoman cuentos antiguos, en particular el Dialogus Salomonis et Marcolphi, que data de la Edad Media.
En el primer cuento se narra la vida, hechos y astucias sutilísimas de Bertoldo en una imaginaria corte de Albuino, rey de los Longobardos, en la ciudad de Verona. Bertoldo es un campesino rústico pero de mente muy aguda, que termina por convertirse en consejero real. Bertoldo tiene una mujer de un entendimiento elevado, Marcolfa, y un hijo bastante estúpido, Bertoldino.
El segundo cuento o tratado se refiere a las ridículas simplezas de Bertoldino, hijo del sutil y astuto Bertoldo y las agudas respuestas de Marcolfa, su madre.
En el tercer cuento, el de Banchieri, el protagonista es Cacaseno, hijo de Bertoldino, quien al madurar ha adquirido un poco de sentido común.
El principio narrativo común a todos los relatos es la contraposición entre la vida simple del campesino y la vida artificiosa y vana de los cortesanos. 
En la cultura italiana, el nombre Bertoldo ha pasado a connotar una persona rústica aunque sabia y dotada de sentido común.
- Datos: Q3638928
- Multimedia: Bertoldo, Bertoldino e Cacasenno / Q3638928